# Messier 52
Messier 52 (M52) även känd som NGC 7654, är en öppen stjärnhop, belägen ungefär 6° nordväst om NGC 7789. En fin sträng av stjärnor sträcker ut sig som en arm i både östlig och västlig riktning genom hopen, och är ett bra test för ett teleskop i klassen 4 tum eller större. Den kan ses från jorden med en handkikare. Hopens ljusstyrka påverkas av fördunkling, som är starkare i södra halvan.

## Egenskaper
R. J. Trumpler klassificerade hopens utseendet som II,2,r, vilket anger en rik hop med liten central koncentration och ett medelstort intervall i stjärnornas ljusstyrka. Detta reviderades slutligen till I,2,r för att beteckna en tät kärna. Messier 52 har en kärnradie på 2,97 ± 0,46 ljusår (0,91 ± 0,14 pc) och en tidvattenradie på 42,7 ± 7,2 ljusår (13,1 ± 2,2 pc). Den har en uppskattad ålder på 158,5 miljoner år och en massa på 1 200 solmassor.
Superjätten BD +60°2532 av skenbar magnitud 8,3 ingår troligen i stjärnhopen, så troligen också 18 långsamt pulserande stjärnor av spektraltyp B, där en är en Delta Scuti-variabel, och tre Gamma Doradus-variabel. Det kan också finnas tre Be stjärnor. Hopens kärna visar en brist på interstellär materia, som kan bero på supernovaexplosion(er) tidigt i stjärnhopens historia.